# Liga de Trabajadores Británicos
La Liga de Trabajadores Británicos fue un partido político laborista y patriótico británico, de tendencia anti-socialista y pro-Imperio británico. La Liga operó entre 1916 y 1927.

## Historia
Los orígenes de la Liga residen en una escisión producida en el Partido Socialista Británico en 1915, fundamentalmente en torno a la necesidad de ganar la Primera Guerra Mundial. Se formaría un grupo disidente del pacifismo del Partido Laborista bajo el liderazgo de Victor Fisher que apoyó «la idea eterna de nacionalidad», con el objetivo de promover «medidas socialistas en el esfuerzo de guerra». Fisher y Alexander M. Thompson formarían el Comité Socialista de Defensa Nacional. Este grupo incluía a H. G. Wells y a Robert Blatchford.
En 1916, el Comité se transformó en la Liga Nacional de Trabajadores Británicos, posteriormente abreviada como Liga de Trabajadores Británicos. Su ejecutiva incluía a Edward Carson, Leo Maxse, H. G. Wells y quince diputados laboristas entre los que se encontraban Will Crooks y John Hodge. Hodge presidiría la organización y James Andrew Seddon sería el presidente del comité organizativo. El primer ministro de Australia, Billy Hughes, intervino en el mitin fundacional del partido.
Ya abiertamente antisocialista, la Liga se definió como grupo «laborista patriótico» y se centró en apoyar la guerra. El reverendo A. W. Gough, ministro de la catedral de San Pablo, fue presidente de la Liga en Londres y los Home counties. También fue miembro del partido Edward Robertshaw Hartley. El diputado laborista Stephen Walsh y el liberal Leo Chiozza Money fueron vicepresidentes. Durante el periodo de guerra, la Liga de Trabajadores Británicos amenazó en algunas ocasiones con disolver mítines pacifistas.
La Liga recibía financiación del vizconde Milner y mantenía vínculos con la British Commonwealth Union.
En 1918 presentó candidaturas a las elecciones generales como Partido Nacional Democrático y Laborista. De 1921 a 1927 publicó un periódico titulado The Empire Citizen.

## Video
- British Workers' League & March video newsreel film
- British Workers' League - celebrate France's Day in Hyde Park